# Paola Bazzi
Paola Bazzi (Bellano, 14 gennaio 1977) è una sciatrice d'erba italiana.
È una delle atlete italiane che ha gareggiato nella coppa del mondo. È stata la migliore interprete della specialità in campo mondiale.

## Palmarès

### Mondiali sci d'erba
- 11 medaglie:
  - 9 ori (supergigante a Kalnica 1995; supergigante, gigante, slalom, combinata a Müstair 1997; supergigante, gigante, slalom, combinata a Gaal 1999);
  - 2 argenti (supergigante, gigante a Forni di Sopra 2001).

### Campionati Italiani di sci d'erba
- 28 titoli italiani

### Coppa del Mondo di sci d'erba
- - 5 vittorie;
  - 1 secondo posto;
  - 2 terzi posti;

#### Coppa del Mondo - vittorie
| Data              | Luogo            | Paese     | Disciplina        |
| ----------------- | ---------------- | --------- | ----------------- |
| 26 agosto 1999    | Corvara in Badia | Italia    | Gigante parallelo |
| 3 settembre 2000  | Lipová-lázně     | Rep. Ceca | Slalom            |
| 11 settembre 2000 | Lanzo d'Intelvi  | Italia    | Slalom sprint     |
| 22 luglio 2001    | Lanzo d'Intelvi  | Italia    | Slalom            |
| 22 luglio 2002    | Triesen          | Austria   | Slalom            |